# Октябрьский (Мурманская область)
Октя́брьский — упразднённый в 2013 году населённый пункт в Мурманской области России. Входил на год упразднения в городской город Кировск. Население — 41 человек (2010).

## География
Располагался на правом берегу реки Хариусная, недалеко от впадения её в Умбу, на бывшей железнодорожной ветке Айкувен — Ловозеро, в 20 км от Кировска.

## Топоним
Первоначально назывался Лесной. В 1957—1961 — 45-й км.

## История
Возник в 1940-х годах как пос. Лесной при лесоучастке неосуществленного строительства железной дороги на Йоканьгу.
Образован в 1957 как 45-й км и подчинялся Апатитскому поссовету, с 1966 — Кировскому горсовету; с 1969 — сельсовету пригородной зоны г. Кировска.
Законом Мурманской области № 1601-01-ЗМО от 24 апреля 2013 года населённый пункт был упразднён в связи с отсутствием проживающего населения.

## Население
Численность населения, проживающего на территории населённого пункта достигала до 1000 человек.
По данным Всероссийской переписи населения 2010 года составляет 41 человек, из них 24 мужчины (58,5 %) и 17 женщин (41,5 %).
В 2007 году в посёлке проживало 96 жителей.

## Инфраструктура
До 1975 года действовало отделение Умбского леспромхоза; с 1975 — Октябрьский леспромхоз (до 1996 — филиал объединения «Мурманлес»).

## Транспорт
В посёлке имеется станция Умба, аэродром Умба.
С 1960-х по 2006 проходила ж.-д. ветка Айкувен-Ловозеро (Ревда). Начальная точка зимника «Октябрьский — Краснощелье».